# Pyrausta tschelialis
Pyrausta tschelialis is een vlinder uit de familie van de Grasmottenn (Crambidae). De wetenschappelijke naam van deze soort is voor het eerst voorgesteld door Aristide Caradja in een publicatie uit 1927.
De soort komt voor in China (Peking).